# 航空管制運航情報官
航空管制運航情報官（こうくうかんせいうんこうじょうほうかん）とは、日本の航空保安業務に携わる職種のひとつ。2001年10月に管制通信官と管制情報官の大半の業務が統合され、新たにできた職種である。
航空保安大学校の航空情報科を卒業後に資格を取得し任命される、国土交通省航空局の国家公務員である。

## 概要
航空保安業務のうち、航空機の安全かつ円滑な運航を援助するための多岐にわたる業務を行う。
例えば、滑走路や誘導路に異物が落ちていないか車で巡回して点検し、飛行機の離着陸に支障がないことを確認する。また、パイロットから提出される飛行計画（フライトプラン）の審査、飛行機の駐機場所の調整、花火やロケットの打ち上げに係る調整、滑走路の除雪作業の調整なども行う。
航空管制運航情報官が行う情報提供業務は、航空管制官と同様に航空英語能力証明や技能証明を取得した上で、飛行場周辺を飛行する複数の航空機の状況を即座に把握・状況判断し、パイロットとやりとりしながら航空用語を用いて的確な情報提供を無線で行う。
また、国際対空通信業務を行う航空管制通信官は、航空管制運航情報官の資格を保有する者の中から任命されるため、同業務についても本記事にて扱う。
主に、運航拠点(FAIB;Flight and Airport Information BASE)、対空センター、飛行援助センター（FSC;Flight Service Center）、国管理空港等で勤務を行う。

## 運航情報業務

### 運航援助情報業務

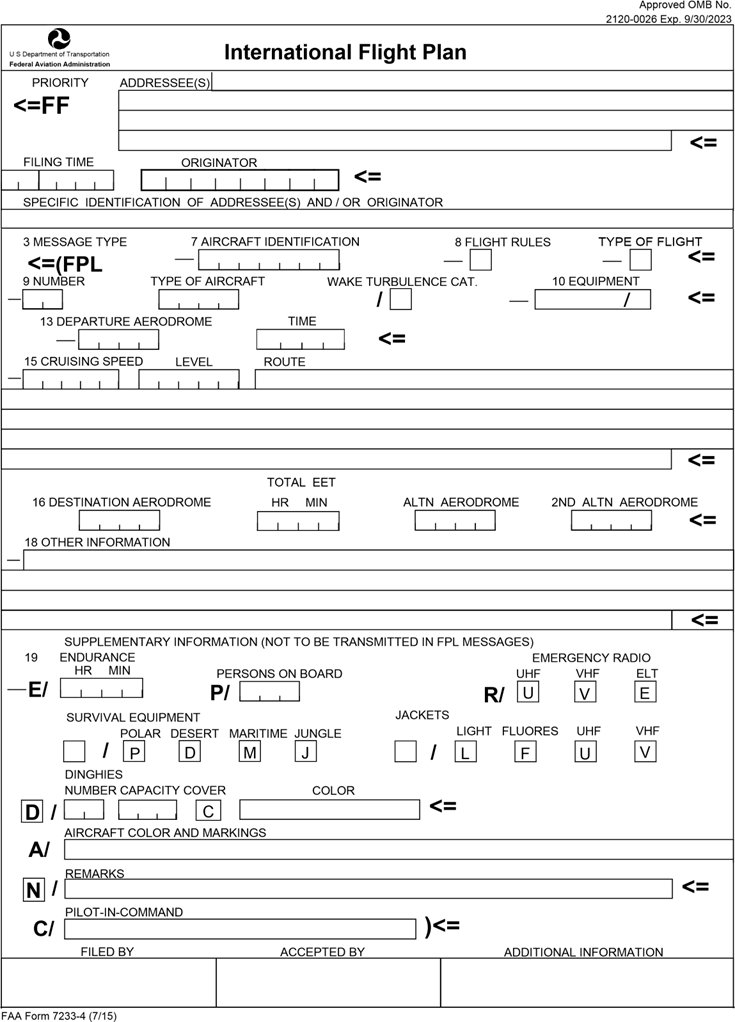
飛行計画の様式（海外の例）

【運航支援】
- 飛行計画の審査・受理
- 航空情報（航空路誌（英語版）・ノータム等）の作成及び提供
- 国内・国際航空通信
- ATIS放送[6]
- 運航者、空港管理者等からの問い合わせ対応、支援（ヘルプデスク業務）

【運航危機管理】
- 運航監視
- 捜索救難調整（SAR業務）
- 航空事故等の対応

【運航監督】
- 場外離着陸場・低空飛行・物件投下・花火・無人航空機等の許認可
- ランプインスペクション（外国航空機に対する立ち入り検査）

【運航調整】
- 発着調整

### 飛行場情報業務
- 飛行場面管理・運用…滑走路などに障害物がないか自動車等を使用して目視し、障害物を取り除く。バードストライクを防ぐための鳥追い。
- 制限区域内の安全管理…空港内の各種車両の駐車可否決定、制限区域立入承認証発給などを行う。
- 飛行場及びその周辺の障害物件（制限表面を突出する物件など）の把握…高層建築物など。
- スポット管理・運用…空港において航空機が駐機するスポットの指定、管理。
- 除雪の調整業務…滑走路の除雪作業の指示を行う。

### 対空援助業務

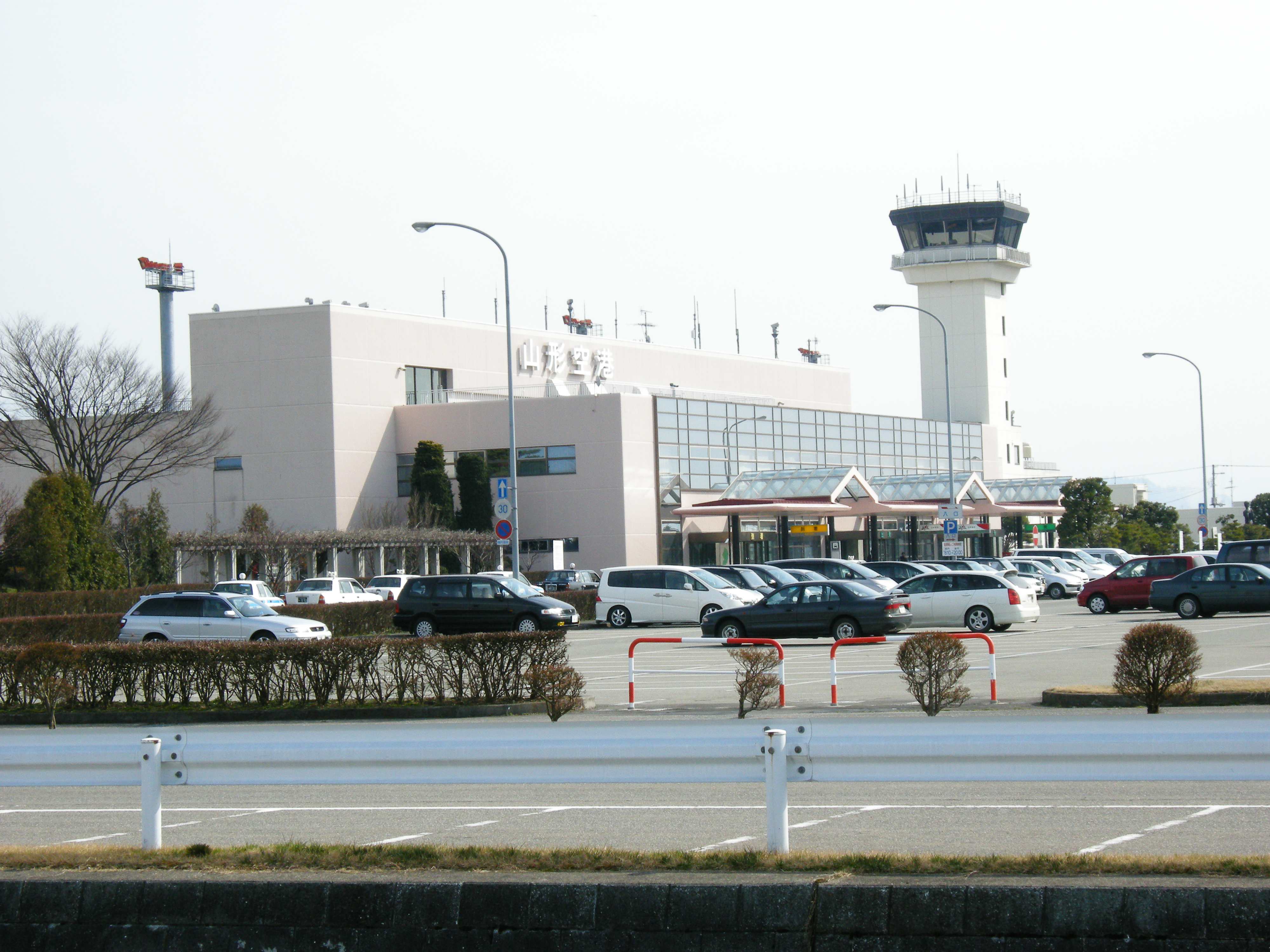
山形空港（レディオ空港）

- 飛行場対空援助業務：　航空管制官が配置されていない飛行場（レディオ空港）を離着陸する航空機等に対し、当該飛行場に設置された管制塔において、当該飛行場の情報、気象情報、交通情報を提供して運航を援助する業務。IFR機に対しては管制機関から管制承認などが中継される。
- 他飛行場援助業務　：　航空管制官、航空管制運航情報官のいずれも配置されていない飛行場（リモート空港またはRAG空港ともいう）を離着陸する航空機等に対し、遠隔空港に設置された飛行援助センターにおいて、当該飛行場の情報、気象情報、交通情報を提供して運航を援助する業務。
- 広域対空援助業務　：　飛行援助センターにおいて、管轄するサービスエリア内を飛行中の航空機との気象情報の授受や、VFR機の飛行の安全に必要な情報を提供を行う業務。

## 国際対空通信業務
太平洋上を飛行する航空機のパイロットに対し、HFの周波数を使用して、航空管制官からの指示の伝達や航空情報の提供を行う業務である。
日本の上空を飛ぶ航空機は、レーダー装置の画面上にどこを飛行しているか表示される。太平洋のような陸地のない広い海の上では、レーダーの電波が届かないのでレーダーの画面上に表示することができない。そこで、電離層反射により遠距離との通信が可能となるHF等を用いてパイロットと交信し、洋上を飛行中の航空機の位置を確認し管制官へ伝達する。また、管制官からの高度変更などの管制指示やパイロットからの変更要望などを伝達したり、乱気流などの気象情報等を収集し情報を必要とする航空機に提供したりすることで、広い洋上での安全飛行を確保している。
国際対空通信業務を行う東京国際対空通信局は国土交通省成田空港事務所に設置されている。東京国際対空通信局では、世界的に組織された通信ネットワークの通信局のひとつとして世界の主要航空路に沿って設定されている世界主要航空路区域（MWARA：Major World Air Route Area）のうちNP（北太平洋空域）及びCWP（中西部太平洋空域）と呼ばれるエリアを担当しており、主として福岡FIR内の洋上を飛行する航空機との交信を行っている。
航空機との交信内容は関係する管制機関に伝達されるほか、洋上航空路の気象状態に関する通信の内容は気象庁へも伝達する。また、航空機との交信内容をそれぞれの航空会社に送信している。国際対空通信に使用される通信施設は遠距離対空通信施設と呼ばれ、HF通信を行うものは友部（送信）・坂戸（受信）・成田（送受信予備）にそれぞれ設置されている。
管制通信官と管制情報官が統合された現在も、国際対空通信業務を行う職員は法規上「航空管制通信官」として区別されるが、航空管制通信官は航空管制運航情報官の経験を有する職員の中から任命される。